# Eva Rohmann

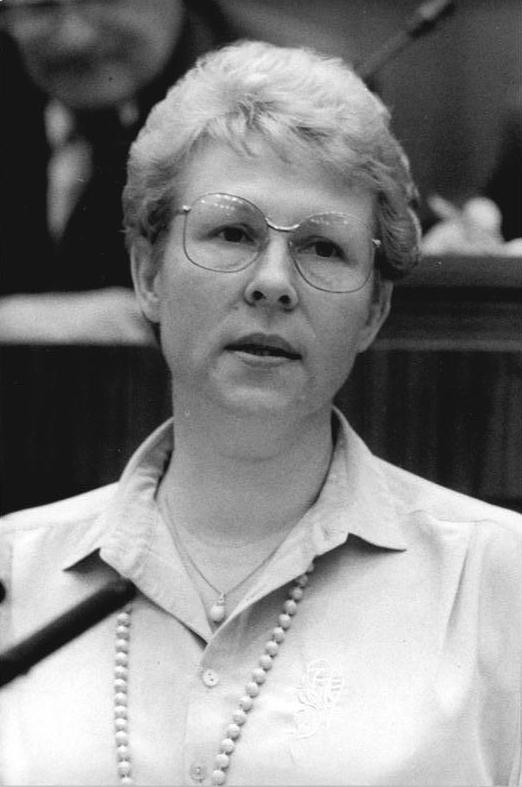
Eva Rohmann 1986 in der Volkskammer

Eva Rohmann, geborene Eva Hahn (* 17. Mai 1944 in Gera; † 21. November 2020) war eine deutsche Politikerin. Sie war von 1981 bis 1990 Abgeordnete der Volkskammer und 1989/90 Vorsitzende des Demokratischen Frauenbundes Deutschlands (DFD).

## Leben
Rohmanns Vater war Bankangestellter. Sie studierte nach dem Abitur 1960 bis 1963 am Institut für Lehrerbildung (IFL) in Gera. 1962 wurde sie Mitglied im Freien Deutschen Gewerkschaftsbund (FDGB) und 1963 in der Sozialistischen Einheitspartei Deutschlands (SED). Bis 1965 war sie als Lehrerin tätig. 1964 wurde sie Mitglied der Zentralleitung der Pionierorganisation „Ernst Thälmann“ und war 1965/66 stellvertretende Vorsitzende deren Kreisleitung Gera-Stadt. 1967 wurde sie Sekretärin der Kreisleitung Gera der Freien Deutschen Jugend (FDJ). Von 1967 bis 1970 war sie Leiterin der Kommission Jugend und Sport der SED-Kreisleitung Gera-Stadt.
1969 trat Rohmann in den DFD ein. Von 1970 bis 1973 studierte sie an der Parteihochschule „Karl Marx“ der SED und erreichte ein Diplom in Gesellschaftswissenschaften. Von 1973 bis 1982 war sie Abteilungsleiterin im Bundesvorstand des DFD und dann bis 1989 Mitglied des Präsidiums und des Sekretariats des Bundesvorstands.
1981 wurde Rohmann in die Volkskammer gewählt und war dort, als Nachfolgerin von Käthe Kern, ab 1984 Vorsitzende der DFD-Fraktion. Von November 1989 bis März 1990 war sie Mitglied des Präsidiums der Volkskammer.
1989/90 war Rohmann Vorsitzende des DFD und dann bis zu ihrem Ruhestand 2000 Geschäftsführerin des aus dem DFD hervorgegangenen Vereins Demokratischer Frauenbund (dfb). Rohmann lebte in Bruchmühle und war kommunalpolitisch für die SED-Nachfolgepartei Die Linke aktiv. Eva Rohmann starb am 21. November 2020 im Alter von 76 Jahren.

## Schriften (Auswahl)
- Wendezeiten – Zeitenwende, Trafo-Verlag, Weist 1995.